# Fortunio (Oper)
Fortunio ist eine Oper (Originalbezeichnung: „Comédie lyrique“) in fünf (später vier) Akten von André Messager (Musik) mit einem Libretto von Gaston Arman de Caillavet und Robert de Flers nach der Komödie Le chandelier (1835) von Alfred de Musset. Sie wurde am 5. Juni 1907 in der Salle Favart der Opéra-Comique in Paris erstmals gezeigt.

## Handlung

### Erster Akt
Promenade einer kleinen Provinzstadt; hinten links der Kircheneingang, rechts ein Café; Sonntag, 10 Uhr morgens
Szene 1. Die Stadtbewohner zechen und vergnügen sich bei einem Boule-Spiel. Landry gewinnt und stößt zur Feier auf seinen verehrten Arbeitgeber, den Notar Maître André, und dessen reizende Frau Jacqueline an.
Szene 2. Maître Subtil erscheint mit seinem Neffen Fortunio, den er gegen dessen Willen zu André in die Lehre geben will. Er lässt ihn mit dessen Vetter Landry allein.
Szene 3. Landry will Fortunio sofort in die Arbeit und die örtlichen Vergnügungen einführen. Fortunio zeigt sich jedoch auffallend schüchtern und ängstlich. Er schwärmt für eine Geliebte, der er noch nicht einmal begegnet ist.
Szene 4. Die Bürger erwarten neugierig den neuen Hauptmann der hiesigen Garnison, Clavaroche, dem sein Ruf als Frauenheld bereits vorausgeeilt ist. Dieser lässt sich von seinen Lieutenants d’Azincourt und de Verbois die hiesigen Frauen beschreiben. Die meisten gefallen ihm nicht, doch die Beschreibung Jacquelines weckt sein Interesse. Dass sie verheiratet ist, stört ihn nicht.
Szene 5. Nach dem gemeinsamen Besuch des Gottesdienstes verabschiedet sich Maître André von seiner Frau, um seinen Geschäften nachzugehen.
Szene 6. Clavaroche macht Jacqueline den Hof. Sie verhält sich zuerst abweisend. Als sie aber gesteht, dass ihr Mann bereits sechzig Jahre alt und für sie wie ein Vater ist, weiß Clavaroche, dass er gewonnen hat.
Szene 7. Jacqueline stellt den Hauptmann ihrem Mann vor, und die beiden freunden sich an.
Szene 8. Nach nur einem Blick auf Jacqueline verliebt sich Fortunio in sie. Er kann es jetzt kaum noch erwarten, seine Lehrstelle bei ihrem Mann anzutreten. Der erste Akt endet mit dem feierlichen Aufmarsch der Garnison. Jacqueline kann die Augen nicht von Clavaroche lassen. Er grüßt sie beim Vorbeigehen mit seinem Degen. Verwirrt lässt sie einen Rosenstrauß fallen. Fortunio hebt ihn auf und reicht ihn ihr, ohne dass sie ihn bemerkt.

### Zweiter Akt
Das Zimmer Jacquelines
Szene 1. Am Morgen ihres Hochzeitstags kommt André ins Zimmer seiner Frau und weckt sie. Sein Schreiber Guillaume hat in der Nacht einen Mann durch ihr Fenster klettern gesehen, und er will der Sache nachgehen. Jacqueline geht auf seine Eifersüchteleien nicht ein, sondern wirft André vor, sie nicht mehr wie früher zu lieben. Zerknirscht lässt sich André beruhigen und zieht ab.
Szene 2. Clavaroche kommt aus dem Kleiderschrank, in dem er sich versteckt hatte. Jacqueline sorgt sich wegen der Eifersucht ihres Mannes und fragt ihn nach einem Mittel. Clavaroche sieht nur drei Wege, André zu beruhigen: entweder sie trennen sich oder er duelliert sich mit ihrem Mann oder sie suchen sich einen „Leuchter“, der die Aufmerksamkeit Andrés von ihnen ablenkt. Ideal wäre ein naiver junger Mann, der für sie schwärmt und wenig Gegenliebe erwartet. Jacqueline verspricht, sich unter den Schreibern ihres Mannes nach einer passenden Person umzusehen. Clavaroche verabschiedet sich.
Szene 3. Während Jacqueline von ihrem Hausmädchen Madelon angekleidet und frisiert wird, lässt sie sich die Schreiber ihres Mannes beschreiben. Madelon weist sie auf den jungen Fortunio hin, der gerade verstohlen zu ihrem Fenster heraufschaut.
Szene 4. Die Schreiber gratulieren Jacqueline zum Hochzeitstag und bringen ihr ein Ständchen. Sie bedankt sich freundlich mit einem Umtrunk im unteren Saal. Nur Fortunio soll bei ihr bleiben, da sie einen besonderen Wunsch hat.
Szene 5. Fortunio versichert Jacqueline, dass er für sie bis in den Tod gegen werde. Sie erzählt ihm von einer Freundin, die wegen des Geizes ihres Gatten gezwungen sei, sich jede Kleinigkeit heimlich zu beschaffen, und bittet Fortunio, ihr als „verschwiegener Diener“ dabei zu helfen. Als Fortunio ohne Zögern zustimmt („J’aimais la vieille maison grise“), gibt sie zu, selbst diese Freundin zu sein. Fortunio schwört erneut, dass er gerne für sie sterben werde, und verabschiedet sich. Jacqueline schaut ihm mitfühlend nach.

### Dritter Akt [dritter Akt, erstes Bild]
Der Garten von Maître André; rechts das Haus, davor eine Bank

Szenenbild des dritten Akts, Paris 1907: Hector Dufranne (Clavaroche), Lucien Fugère (André), Fernand Francell (Fortunio)

Szene 1. Landry sitzt auf der Bank und vertreibt sich die Zeit mit einem Lied über eine leichtfertige Frau („Ah ! si j’étais femme“). Guillaume ruht auf dem Rasen, und Fortunio träumt vor sich hin. Die beiden unterhalten sich über den Liebhaber Jacquelines. Anders als Guillaume hätte Fortunio ihren Mann nicht sofort darüber informiert, sondern deren Liebe beschützt. Die drei besingen ihre jeweiligen Lieblingstätigkeiten – träumen, trinken, schlafen („Rêver ! Boire ! Dormir ?“) –, bevor sie fortgehen.
Szene 2. Clavaroche findet es lästig, sich für seine Liebesabenteuer immer verstecken zu müssen.
Szene 3. Jacqueline teilt Clavaroche mit, dass sie einen passenden „Leuchter“ gefunden hat. Sie zeigt auf Fortunio, der soeben mit André erscheint.
Szene 4. André verkündet, dass er sich mit seiner Frau vollständig versöhnt habe und am Abend ein kleines Fest geben wolle. Er stellt ihnen Fortunio vor und ergänzt ohne Eifersucht, dass dieser Jacqueline den Hof machen wolle. André trägt ein Lied vor („Côteaux brûlants“), und Fortunio tut es ihm nach („Si vous croyez que je vais dire que j’ose aimer“). In seinem Lied bekennt er seine glühende Liebe zu einer Frau, deren Namen er nie nennen wolle. André und Clavaroche ziehen sich zu einer Partie Piquet zurück, und Jacqueline bereitet den Tisch vor.
Szene 5. Der allein zurückgebliebene Fortunio sinnt darüber nach, ob Jacqueline seine Liebe wohl erwidert („Une angoisse exquise et mortelle“).
Szene 6. Jacqueline dankt Fortunio für seine guten Dienste. Er gesteht ihr seine Liebe und wirft sich ihr zu Füßen, um eine Antwort zu erflehen. Jacqueline antwortet ausweichend, aber gefühlvoll.
Szene 7. Fortunio ist überzeugt von Jacqueline Gegenliebe.
Szene 8 (fünfaktige Fassung). Fortunio belauscht ein Gespräch zwischen Clavaroche und Jacqueline, aus dem er deren Verhältnis und seine eigene Lage erkennt.
Szene 8 (vieraktige Fassung). Clavaroche teilt Jacqueline mit, dass André erneut eifersüchtig sei und beabsichtige, ihrem Liebhaber am Abend aufzulauern, um ihm einige Säbelhiebe zu verpassen. Er will Fortunio in diese Falle schicken. Dieser hat jedoch das Gespräch belauscht und weiß nun über das Verhältnis der beiden und seine eigene Lage Bescheid.

### Vierter Akt [dritter Akt, zweites Bild; in der vieraktigen Fassung gestrichen]
Derselbe Garten, für das Fest hergerichtet und beleuchtet; Nacht
Szene 1. Landry und der Chor erweisen Maître André und Jacqueline die Ehre („Dans son jardin, Maître André“).
Szene 2. Jacqueline eröffnet das Fest zum allgemeinen Beifall der anwesenden Damen. André verkündet, dass sich damit für seinen falschen Verdacht entschuldigen wolle. Er trägt ein Lied vor („Dans le vallon est une bergerie“). Nachdem sich die Gäste mit Jacqueline zurückgezogen habe, bittet Guillaume André um ein vertrauliches Gespräch, das Clavaroche belauscht.
Szene 3. Clavaroche teilt seiner Frau mit, dass André erneut eifersüchtig sei und beabsichtige, dem Liebhaber am Abend aufzulauern, um ihm einige Säbelhiebe zu verpassen. Er diktiert Jacqueline einen Brief an Fortunio, um diesen in die Falle zu schicken.
Szene 4. Jacqueline hat schwere Gewissensbisse, die Gefühle ihres jungen Verehrers so zu missbrauchen („Mon Dieu! Mon Dieu! Qu’as-tu fait, Jacqueline?“).
Szene 5. Madelon teilt Jacqueline mit, dass sie den Brief abgeliefert habe. Jacqueline fleht sie an, Fortunio zu warnen und vom Kommen abzuhalten.
Szene 6. Madelon warnt Fortunio vor der ihm drohenden Gefahr. Er lässt sich jedoch nicht davon abbringen, den Wunsch Jacquelines zu befolgen.
Szene 7. André, Clavaroche und drei Bewaffnete bereiten die Falle für Fortunio vor.

### Fünfter Akt [vierter Akt]
Szene wie im zweiten Akt; Kerzenlicht
Szene 1. Jacqueline hofft, dass ihre Warnung Fortunio rechtzeitig erreicht hat („Je ne vois rien“). Sie ist tief beeindruckt von seiner bedingungslosen Liebe.
Szene 2. Madelon teilt ihr mit, dass Fortunio trotz ihrer Warnung gekommen ist, von ihrem Mann aber noch nicht entdeckt wurde.
Szene 3. Fortunio erklärt Jacqueline, dass er über die Hintergründe der Falle Bescheid weiß, sie aber auf seine Verschwiegenheit zählen könne. Er ist zwar schwer getroffen über seine getäuschte Liebe, will aber sein Wort halten und für sie sterben. Inzwischen haben sich Jacquelines Gefühle geändert, und sie erklärt Fortunio ihre Liebe. Als sie ihren Mann Clavaroche kommen sieht, versteckt sie Fortunio.
Szene 4. Während Clavaroche vergeblich nach dem „Leuchter“ sucht, entschuldigt sich André bei seiner Frau für seine erneute Eifersucht. Er will Guillaume für die falschen Anschuldigungen entlassen und Fortunio dessen Stellung geben. Nachdem sich die beiden Männer verabschiedet haben, fallen sich Fortunio und Jacqueline in die Arme.

## Gestaltung

### Orchester
Die Orchesterbesetzung der Oper enthält die folgenden Instrumente:
- Holzbläser: zwei Flöten (2. auch Piccolo), drei Oboen, zwei Klarinetten, drei Fagotte
- Blechbläser: vier Hörner, drei Trompeten, drei Posaunen
- Pauken, Schlagzeug: große Trommel, Tambour, Glocke
- Harfe
- Streicher

### Musiknummern
Die erste Fassung des Klavierauszugs von 1907 enthält die folgenden Musiknummern (abweichende Gliederung der zweiten Fassung in eckigen Klammern):
Erster Akt
- Szene 1: „Très bien, très bien !“ (Landry, Chor)
- Szene 1: „C’est un notaire“ (Landry)
- Szene 2: „Fortunio, écoute moi“ (Fortunio, Landry, Maître Subtil)
- Szene 3: „Je suis très tendre“ (Fortunio)
- Szene 3: „Le patron n’est pas un bourreau“ (Landry)
- Szene 4: „Ah ! voici des soldats“ (Clavaroche, de Verbois, d’Azincourt)
- Szene 4: „Or çà ! nous sommes entre gens de guerre“ (Clavaroche)
- Szene 5: „Ce serment était excellent“ (Jacqueline, Maître André, Clavaroche)
- Szene 6: „Vous l’avez dit, morceau de Roi“ (Jacqueline, Clavaroche)
- Szene 6: „Monsieur, je suis toute confuse“ (Jacqueline, Clavaroche)
- Szene 7: „Vous voilà donc enfin“ (Jacqueline, Maître André, Clavaroche)
- Szene 7: „Que dites-vous du nom de Clavaroche“ (Jacqueline, Maître André, Clavaroche)
- Szene 8: „Ah ! ciel ! que cette dame est belle“ (Jacqueline, Maître André, Clavaroche, Fortunio, Landry)
- Szene 8: „Place, place !“ (Chor)

Zweiter Akt
- Szene 1: „Hola ! Jacqueline“ (Maître André, Jacqueline)
- Szene 1: „Hélas ! pour votre Jacqueline“ (Jacqueline)
- Szene 2: „Ah ! quelle affaire“ (Jacqueline)
- Szene 2: „Adieu ! Quand tout sourit“ (Clavaroche)
- Szene 2: „C’est un garçon de bonne mine“ (Clavaroche)
- Szene 2: „Ah ! la singulière aventure“ (Jacqueline, Clavaroche)
- Szene 3: „Madame a bien dormi cette nuit“ (Jacqueline, Madelon)
- Szene 3: „Les clercs de l’étude“ (Jacqueline, Landry, les Clercs)
- Szene 4: „Lorsque la dame du notaire“ (Landry)
- Szene 5: „Monsieur, vous voyez une femme“ (Jacqueline, Fortunio)
- Szene 5: „J’aimais la vieille maison grise“ (Fortunio)
- Szene 5: „Il s’agit d’une amie à moi“ (Jacqueline)

Dritter Akt [dritter Akt, erstes Bild]
- Szene 1: „Ah ! si j’étais femme“ (Fortunio, Landry, Guillaume)
- Szene 1: „Rêver ! Boire ! Dormir ?“ (Fortunio, Landry, Guillaume)
- Szene 2: „Par la Saint Sambreguoi“ (Clavaroche)
- Szene 3: „Enfin vous voilà ma charmante“ (Jacqueline, Clavaroche)
- Szene 4: „Capitaine, je vous salue“ (Jacqueline, Fortunio, Maître André, Clavaroche)
- Szene 4: „Côteaux brûlants !“ (Maître André)
- Szene 4: „Si vous croyez que je vais dire que j’ose aimer !“ (Fortunio)
- Szene 5: „Une angoisse exquise et mortelle“ (Fortunio allein)
- Szene 6: „Fortunio, sommes-nous seuls !“ (Jacqueline, Fortunio)
- Szene 6: „Les cloches avaient l’air de sonner une aubade“ (Fortunio)
- Szene 7: „Elle m’aime !“ (Fortunio)
- Szene 7: „C’est elle !“ (Jacqueline, Fortunio, Clavaroche)

Vierter Akt [dritter Akt, zweites Bild]
- Szene 1: „Dans son jardin, Maître André“ (Maître André, Landry, Chor)
- Szene 2: „Mesdames, soyez ici les bienvenues“ (Jacqueline)
- Szene 2: „Dans le vallon est une bergerie“ (Maître André)
- Szene 2: „C’est exquis ! Charmant !“ (Chor)
- Szene 3: „Nous n’avons pas sujet de rire“ (Jacqueline, Clavaroche)
- Szene 4: „Mon Dieu ! qu’as-tu fait Jacqueline !“ (Jacqueline allein)
- Szene 5: „Qui vient ?“ (Jacqueline, Madelon)
- Szene 6: „Ciel ! c’est vous, Monsieur“ (Fortunio, Madelon)[A 2]
- Szene 7: „Vous, là !“ (Maître André, Clavaroche, die Auftragsmörder)

Fünfter Akt [vierter Akt]
- Szene 1: „Je ne vois rien !“ (Jacqueline allein)
- Szene 1: „Lorsque je n’étais qu’une enfant“ (Jacqueline)
- Szene 2: „Ah ! c’est toi, Madeleine“ (Jacqueline, Madelon)
- Szene 3: „Mais pourquoi donc être venu !“ (Jacqueline, Fortunio)
- Szene 3: „Parce que votre main frissonnait dans la mienne“ (Fortunio)
- Szene 3: „Eh ! bien, toi qui sais tout“ (Jacqueline)
- Szene 4: „C’est moi !“ (Maître André, Jacqueline, Fortunio, Maître André, Clavaroche)
- Szene 4: „Allons, bonsoir, ma mie !“ (Maître André)

### Musik
Die Gesangspartien sind überwiegend als „überaus geschmeidig fließendes Parlando“ (Josef Heinzelmann) realisiert. Dieses enthält, ohne den „eleganten Strom der Komödie auf[zu]halten“, viele kleinere Musiknummern. Die immer maßvolle Musik unterstützt den Text, ohne sich je in den Vordergrund zu drängen. Vieles wird musikalisch lediglich angedeutet. Schon Gabriel Fauré äußerte sich lobend über  die „erlesene Geschmacklichkeit“ der Musik und ergänzte: „Die flinke, reiche, überschwengliche melodische Erfindung verrät nie ihre Herkunft aus der Distinktion.“ Diese  Zurückhaltung und der gleichermaßen ironische wie einfühlsame Ausdruck von Text und Musik führt dazu, dass „die Komik nie zur Karikatur, die Spannung nie zur Dramatik“ wird.

## Werkgeschichte

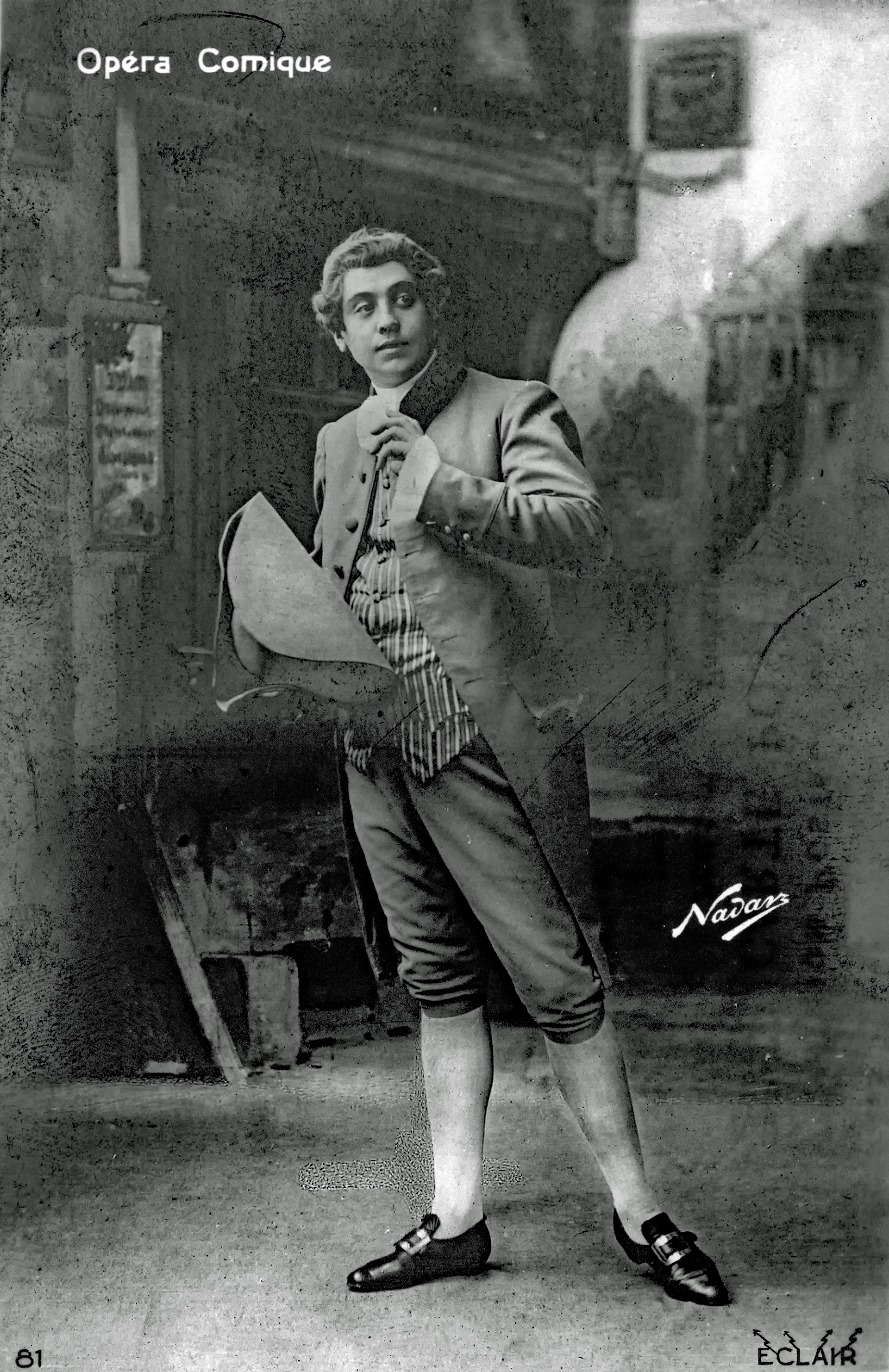
Fernand Francell in der Titelrolle, 1907

Die Comédie lyrique Fortunio ist ein Produkt der Zusammenarbeit des Komponisten André Messager mit Albert Carré, dem damaligen Direktor der Pariser Opéra-Comique, dessen Frau Marguerite bei der Uraufführung die Partie der Jacqueline übernahm. Das Libretto verfassten Gaston Arman de Caillavet und Robert de Flers nach Alfred de Mussets Komödie Le chandelier (deutsch: Der Leuchter) aus dem Jahr 1835. Zu dieser typischen Lesekomödie hatte Jacques Offenbach bereits 1850 sein außerordentlich erfolgreiches Chanson de Fortunio komponiert und dieses 1861 zu einer einaktigen Opéra-comique ausgebaut. Messagers Oper erhielt mit dem ersten Akt eine neue Einleitung. Die Handlung wurde in das 18. Jahrhundert zurückdatiert. Das Ende wurde insofern abgemildert, als hier nicht wie bei Musset Fortunio erwachsen wird und auf raffinierte Weise um Jacqueline wirbt, sondern die charakterliche Wandlung Jacquelines im Zentrum steht.
Der Beschreibung Albert Carrés zufolge war die Idee zu diesem Stoff einem Zufall zu verdanken: Seine Frau Marguerite verbrachte den Sommer mit ihrer kleinen Tochter Jenny an der Atlantikküste. Dorthin kamen auch die beiden späteren Librettisten und Simone de Caillavet (später Ehefrau von André Maurois). Einmal musste die Gouvernante der Tochter nachlaufen und ließ dabei ihr Buch fallen – Mussets Le chandelier. Simone de Caillavet hob es auf und war sogleich davon fasziniert. „Messager, der bei uns zu Gast war, rief ‚Was das für ein Libretto abgeben würde!‘ De Flers machte ‚Ha! Ha!‘ Caillavet machte ‚He! He!‘ und Marguerite sagte ‚Welche Rolle!‘ Was bedurfte es mehr?“
Die Uraufführung am 5. Juni 1907 in der Salle Favart III der Opéra-Comique in Paris dirigierte der Komponist. Regie führte Albert Carré. Das Bühnenbild stammte von Lucien Jusseaume, die Kostüme von Marcel Multzer. Es sangen Lucien Fugère (Maître André), Marguerite Carré (Jacqueline), Fernand Francell (Fortunio), Hector-Robert Dufranne (Clavaroche), Jean-Alexis Périer (Landry), Maurice Cazeneuve (Maître Subtil), Gustave Huberdeau (Guillaume), Georges de Poumayrac (Lieutenant d’Azincourt), Paul Guillamat (Lieutenant de Verbois), Béatrice de La Palme (Madelon) und Marguerite Villette (Gertrude).
Das Werk war bei Kritik und Publikum gleichermaßen erfolgreich. An der Opéra-Comique wurde es bis 1953 insgesamt 77 Mal gespielt. Noch im Jahr der Uraufführung wurden der dritte und vierte Akt zu einem einzigen Akt mit zwei Bildern zusammengezogen. Für die Wiederaufnahme am 12. November 1910 wurde die Oper auf vier Akte reduziert. Die Wiederaufnahme am 17. März 1948 (Inszenierung: Max de Rieux) hatte wieder fünf Akte. Weitere Produktionen gab es beispielsweise 1983 in Bordeaux und 1987 in Lyon. 2009 gab es eine Neuproduktion an der Opéra-Comique, die 2019 erneut gezeigt wurde. Das französische Fernsehen stellte einen Videomitschnitt im Internet bereit.
Eine deutsche Bearbeitung stammt von Walter Ehrenberg. Die beiden Musiknummern „J’aimais la vieille maison grise“ (II:5) und „Si vous croyez que je vais dire“ (III:4) wurden gelegentlich auch als Einzelstücke aufgeführt.

## Aufnahmen
- 1962 – Pierre Dervaux (Dirigent), Orchestre des Concerts Colonne Paris.
 Jean-Christophe Benoît (Maître André), Liliane Berton (Jacqueline), Michel Sénéchal (Fortunio), Michel Dens (Clavaroche).
 Studioaufnahme.
 EMI Pathé LP: 151-53332/6 (5 LPs).[9]:9969
- Mai 1987 – John Eliot Gardiner (Dirigent), Orchester und Chor der Opéra National de Lyon.
 Michel Trempont (Maître André), Colette Alliot-Lugaz (Jacqueline), Thierry Dran (Fortunio), Gilles Cachemaille (Clavaroche), Francis Dudziak (Landry), Patrick Rocca (Maître Subtil), René Schirrer (Guillaume), Michel Fockenoy (Lieutenant d’Azincourt), Nicolas Rivenq (Lieutenant de Verbois), Brigitte Dessoues (Madelon), Sylvie Stewart (Gertrude).
 Studioaufnahme; vieraktige Fassung.
 Erato ECD 2292-45983-2 (2 CDs).[9]:9970[10]
- 4./16. Dezember 2019 – Louis Langrée (Dirigent), Denis Podalydès (Inszenierung), Orchestre des Champs-Élysées, Les éléments.
 Franck Leguérinel (Maître André), Anne-Catherine Gillet (Jacqueline), Cyrille Dubois (Fortunio), Jean-Sébastien Bou (Clavaroche), Philippe-Nicolas Martin (Landry), Luc Bertin-Hugault (Maître Subtil), Geoffroy Buffière (Guillaume), Pierre Derhet (Lieutenant d’Azincourt), Thomas Dear (Lieutenant de Verbois), Aliénor Feix (Madelon), Sarah Jouffroy (Gertrude).
 Video; live aus der Opéra-Comique, Paris; vieraktige Fassung.
 Videostream auf france.tv, Naxos 2.110672 (DVD), Naxos NBD0119V (BD).[8]

## Digitalisate
- Fortunio: Noten und Audiodateien im International Music Score Library Project
- Klavierauszug (italienisch), Paris 1907, in fünf Akten. Digitalisat im Internet Archive
- Klavierauszug (italienisch), Paris 1907, zweite Fassung in vier Akten und fünf Bildern. Digitalisat im Internet Archive
- Libretto (französisch), Paris 1907, in vier Akten und fünf Bildern. Digitalisat im Internet Archive
- Libretto (französisch), Paris 1910 (?), in vier Akten (ohne das zweite Bild des dritten Akts). Digitalisat im Internet Archive